# BeTV
Be tv, anteriormente Canal+ Belgique ou Canal+ TVCF (Canal+ Bélgica), é uma grupo privado de televisão paga belga criado em 2004 por Daniel Weekers.

## História
Em dezembro de 2003, a Vivendi Universal, vende a sua subsidiária, Canal+ Benelux para um grupo de operadores de cabo valão, Deficom e SOCOFE interessados na área francófonoa, associado a Telenet, interessado na área de língua holandesa. Este consórcio é liderado por Daniel Weekers , que era o diretor executivo do Canal+ Belgique por dez anos.
A marca de Canal+ Belgique, foi abandonada em março de 2005, e foi escolhido o nome de Be TV para a nova estrutura.
O início oficial da nova oferta sob o nome de Be TV teve lugar no dia 29 de outubro de 2004. Esta oferta é composta de vários "universos" :
- Be Premium, substituindo a oferta de três canais de Canal+ Belgique (Canal+, Canal+ Bleu e Canal+ Jaune) por nove canais temáticos.
- Be Bouquets, mostrando os canais anteriormente transmitido sob o nome de "Le Bouquet" (associação de Canal+ Belgique - distribuidores de cabo). Esta oferta é composta de mais de cinquenta canais, principalmente de Canalsat[3].
- Be à la séance, o primeiro passo em serviços interativos, lançado em dezembro de 2004. Be à la séance, é cinema à la carte, em 8 canais. Não está mais disponível desde o 27 de agosto de 2012.

A alta definição é apresentada no segundo semestre de 2010. Be 1 HD é o primeiro canal "Premium" a passar para esse novo formato.
Be Sport 1 HD é o segundo canal a passar para a alta definição e a partir de 29 de agosto de 2012 Be Séries HD e Be Ciné HD.
Em 2014, Be tv lança Be tv Go, um serviço que permite assistir a conteúdos exclusivos da Be tv no computador (PC/Mac), tablet (Android/iOS) e XBOX One.
Desde 2 de maio de 2016, Be tv está a modernizar as suas ofertas e mudou de aparênica.

## Recepção
Para subscrever, é preciso assinar a uma operadora de cabo belga, ou luxemburguesa.
Dado que na Bélgica, cada município concede uma concessão para um único operador de cabo, os habitantes enfrentam, portanto, uma situação de monopólio para o nível do município e não podem subscrever ao serviço Be tv. Os assinantes da Belgacom TV, os habitantes sem cobertura de televisão por cabo, ou os usuários de antenas parabólicas, não têm a possibilidade de receber os canais.
Desde o 1.º de fevereiro de 2016, Be tv também está disponível na operadora de IPTV luxemburguesa POST Luxembourg.

## Organização

### Capital
O capital é detida por :
- Applications Câble Multimedia (ACM) : 50,10 %
- NewIco : 33 %
- Tecteo : 13,80 %
- Socofe : 3,10

## Atividades (Desde 2 de maio de 2016)[6]

### Be Addict
A Be tv transmite três canais próprios e três canais do grupo Canal+ no seu pacote de tv "Be Addict", incluindo sete em Alta Definição e um em 3D :
- Be 1 HD
- Be 1 +1h
- Be Ciné HD
- Be Séries HD
- Cine+ Premier HD*
- Cine+ Frisson HD*
- Ciné+ Classic HD*
- Be 3D*

*exceto no Luxemburgo
A sua oferta inclui também, em opção, diferentes canais pertencentes ao Canalsat e ao AB Groupe.
Transmição integral da Jupiler Pro League :

### VOOsport World
- VOOsport World 1 HD
- VOOsport World 2 HD
- VOOsport World 3 HD
- Eleven HD
- Eleven Sport HD

### Serviços
- Be Bouquets
- Be tv Go
- Be à la demande (serviço VOD)
- Ciné+ à la demande (serviço VOD)

## Atividades (Anteriormente)

### Be Premium
- Be 1 HD
- Be 1 +1h
- Be Ciné HD
- Be Séries HD
- Be Sport 1 HD
- Be Sport 2 HD
- Be Sport 3 HD
- Be 3D

### VOOfoot
- VOOfoot HD
- VOOfoot 2
- VOOfoot 3
- VOOfoot 4
- VOOfoot 5

## Serviços (Anteriormente)
- Be Premium (substituído por "Be Addict")
- Be à la séance

## Jornalistas
A equipe de jornalista é composto, entre outros, de Frédéric Wascige ou Peter Van Vliet.

### Artigos Relacionados
- Canal+
- Vivendi